# VBC Weiz
Der Volleyballclub Weiz, kurz VBC Weiz, ist ein österreichischer Volleyballverein, der derzeit in der höchsten österreichischen Spielklasse, der Austrian Volley League, vertreten ist. Zudem gibt es eine weitere Herrenmannschaft mit Spielbetrieb in der zweitklassigen 2. Bundesliga Süd, einer von zwei parallel laufenden Staffeln. Des Weiteren besteht eine Damenmannschaft mit Spielbetrieb in der Gebietsliga Damen sowie diverse Jugend- und Kinderteams.

## Geschichte
Der Volleyballclub Weiz wurde im Jahre 1979 als Hobbyverein gegründet und stieg zwei Jahre später in die Meisterschaft ein. Abermals zwei Jahre später gelang im Jahre 1983 der Aufstieg in die Landesliga, wo man daraufhin bis Ende der 1980er vertreten war. Zu ebendieser Zeit gab es auch bereits eine eigene Damenmannschaft, die es im Jahr 1988 bis ins steirische Cupfinale schaffte. Die Damenmannschaft selbst nahm im Jahre 1983 ihren Spielbetrieb in der 1. Klasse auf. Ende der 1980er löste sich das Herren-, wie auch das Damenteam auf, wobei die Sektion Volleyball wieder zu ihren Ursprüngen zurückkehrte und als Hobbyverein weiter bestand. So wurde auch in den nachfolgenden Jahren alljährlich ein großes Hobby-Mixed-Turnier veranstaltet. Nachdem der Meisterschaftsbetrieb Ende der 1980er Jahre eingestellt wurde und lediglich auf Hobbybasis bestand, konzentrierten sich die Verantwortlichen des VBC Weiz in den nachfolgenden Jahren vermehrt auf die Jugendarbeit. Nach rund zehn Jahren als Hobbyverein stieg die Herrenmannschaft in der Saison 1998/99 wieder in den Meisterschaftsbetrieb ein und schaffte in der Saison 2003/04 den Aufstieg in die 1. Bundesliga, die höchste Spielklasse Österreichs. Dort konnte sich das Team jedoch nicht lange halten und stieg bereits 2004/05 wieder in die 2. Bundesliga ab. Nachdem sich die Mannschaft in der Spielzeit 2005/06 noch in dieser halten konnte, folgte 2006/07 der weitere Abstieg in die Landesliga, in der man daraufhin ab 2007/08 antrat. Erst in der Spielzeit 2010/11 war das Herrenteam wieder in der 2. Bundesliga Ost vertreten und wurde in dieser Saison, wie auch in der nachfolgenden Saison 2011/12, Meister dieser Liga. In der Spielzeit 2012/13 ging der VBC Weiz eine Spielgemeinschaft mit dem VC Gleisdorf ein und war damit in der 1., sowie in der 2. Bundesliga vertreten. Bereits nach einem Jahr wurde die SG VBC Weiz/Gleisdorf wieder aufgelöst; die Ligaplätze in den beiden höchsten Spielklassen des Landes blieben allerdings den Weizern erhalten, die fortan mit zwei Mannschaften vertreten waren.

## Die Entwicklung des Herrenteams
- 1998/99: Einstieg in die Meisterschaft
- 2003/04: Aufstieg in die 1. Bundesliga
- 2004/05: Spielbetrieb in der 1. Bundesliga – Abstieg in die 2. Bundesliga
- 2005/06: Spielbetrieb in der 2. Bundesliga
- 2006/07: Spielbetrieb in der 2. Bundesliga – Abstieg in die 1. Landesliga
- 2007/08: Spielbetrieb in der 1. Landesliga
- 2008/09: Spielbetrieb in der 1. Landesliga
- 2009/10: Spielbetrieb in der 1. Landesliga
- 2010/11: Spielbetrieb in der 2. Bundesliga Ost – Meister
- 2011/12: Spielbetrieb in der 2. Bundesliga Ost – Meister
- 2012/13: Spielgemeinschaft mit VC Gleisdorf in 1. und 2. Bundesliga
- 2013/14: Auflösung der SG VBC Weiz/Gleisdorf; beiden Ligaplätze bleiben dem VBC erhalten
- 2014/15: Spielbetrieb in der 1. Bundesliga und 2. Bundesliga Süd
- 2015/16: Spielbetrieb in der 1. Bundesliga und 2. Bundesliga Süd
- 2016/17: Spielbetrieb in der 1. Bundesliga und 2. Bundesliga Süd
- 2017/18: Spielbetrieb in der 1. Bundesliga und 2. Bundesliga Süd
- 2018/19: Spielbetrieb in der 1. Bundesliga und 2. Bundesliga Süd

## Herrenkader (1. Bundesliga) der Saison 2018/19
Als Trainer agiert weiterhin Saša Jovanović, als Co-Trainer Gernot Schoberer.
| Nationalität   | Name                           | Trikotnummer | Position     | Größe | Geburtsdatum       |
| -------------- | ------------------------------ | ------------ | ------------ | ----- | ------------------ |
| Osterreich     | Stefan Riegler                 | 1            | Mittelblock  | 197   | 13. Juni 1999      |
| Osterreich     | Julian Hofbauer                | 3            | Libero       | 178   | 27. September 1999 |
| Osterreich     | Reinhard Hölzel                | 4            | Außenangriff | 197   | 9. September 1980  |
| Osterreich     | Daniel Brandstetter            | 6            | Libero       | 178   | 6. September 2000  |
| Osterreich     | Jakob Grasserbauer             | 7            | Außenangriff | 189   | 14. Mai 1992       |
| Nordmazedonien | Marko Junior Stoshikj          | 8            | Aufspiel     | 192   | 9. April 1993      |
| Osterreich     | Kemal Imširović                | 9            | Mittelblock  | 198   | 16. September 1995 |
| Bulgarien      | Dimitar Dulchev                | 10           | Diagonal     | 200   | 12. Februar 1996   |
| Osterreich     | Vedran Isajlovic               | 11           | Aufspiel     | 197   | 5. November 1989   |
| Osterreich     | Christian Posch                | 12           | Mittelblock  | 199   | 10. Februar 1997   |
| Osterreich     | Lukas Scheucher                | 13           | Außenangriff | 190   | 16. Dezember 1996  |
| Osterreich     | Sebastian Andreas Schweighofer | 14           | Außenangriff | 187   | 5. Juni 1987       |
| Osterreich     | Stefan Haller                  | 15           | Außenangriff | 196   | 13. Jänner 1992    |
| Osterreich     | Michael Falkner                | 19           | Außenangriff | 190   | 2000               |
| Osterreich     | Alexander Bauer                | 20           | Mittelblock  | 199   | 13. Juni 1999      |

## Herrenkader (1. Bundesliga) der Saison 2017/18
Als Trainer agiert wie in der Saison 2016/17 Saša Jovanović, der von Markus Damm als Co-Trainer unterstützt wird.
| Nationalität | Name                           | Trikotnummer | Position     | Geburtsdatum       |
| ------------ | ------------------------------ | ------------ | ------------ | ------------------ |
| Osterreich   | Alexander Bauer                | 20           | Mittelblock  | 13. Juni 1999      |
| Osterreich   | Daniel Brandstetter            | 7            | Außenangriff | 6. September 2000  |
| Osterreich   | Hariss Buhic                   | 10           | Libero       | 21. Juli 1994      |
| Osterreich   | Stefan Haller                  | 15           | Außenangriff | 13. Jänner 1992    |
| Osterreich   | Julian Hofbauer                | 5            | Libero       | 27. September 1999 |
| Osterreich   | Reinhard Hölzel                | 4            | Diagonal     | 9. September 1980  |
| Osterreich   | Thomas Hütter                  | 8            | Aufspiel     | 16. September 1988 |
| Osterreich   | Kemal Imširović                | 9            | Diagonal     | 16. September 1995 |
| Osterreich   | Vedran Isajlovic               | 11           | Aufspiel     | 5. November 1989   |
| Osterreich   | Stefan Konrad                  | 2            | Aufspiel     | 14. November 1987  |
| Osterreich   | Christian Posch                | 12           | Mittelblock  | 10. Februar 1997   |
| Osterreich   | Stefan Riegler                 | 1            | Mittelblock  | 12. Juli 1995      |
| Osterreich   | Sebastian Andreas Schweighofer | 14           | Außenangriff | 5. Juni 1987       |
| Polen        | Grzegorz Szumielewicz          | 17           | Außenangriff | 21. Juni 1984      |

## Herrenkader (1. Bundesliga) der Saison 2016/17
Als Trainer agiert der ehemalige Profi Saša Jovanović, der von Markus Damm, der noch als Spieler aktiv ist, als Co-Trainer unterstützt wird.
| Nationalität | Name                           | Position     | Geburtsdatum       |
| ------------ | ------------------------------ | ------------ | ------------------ |
| Osterreich   | Markus Damm                    | Aufspiel     | 13. Februar 1982   |
| Osterreich   | Jakob Grasserbauer             | Außenangriff | 14. Mai 1992       |
| Osterreich   | Stefan Haller                  | Außenangriff | 13. Jänner 1992    |
| Osterreich   | Reinhard Hölzel                | Diagonal     | 9. September 1980  |
| Osterreich   | Bernhard Hölzl                 | Mittelblock  | 29. Mai 1985       |
| Osterreich   | Kemal Imširović                | Diagonal     | 16. September 1995 |
| Osterreich   | Sebastian Simon Kohlhauser     | Außenangriff | 31. August 1989    |
| Osterreich   | Stefan Konrad                  | Aufspiel     | 14. November 1987  |
| Osterreich   | Tobias Koraimann               | ?            | 24. November 1988  |
| Osterreich   | David Reiter                   | Mittelblock  | 13. November 1996  |
| Osterreich   | Lucas Schachinger              | Aufspiel     | 12. April 1989     |
| Osterreich   | Markus Franz Schloffer         | Diagonal     | 17. August 1991    |
| Osterreich   | Sebastian Andreas Schweighofer | Außenangriff | 5. Juni 1987       |
| Osterreich   | Manuel Steiner                 | Libero       | 6. Juni 1993       |

## Herrenkader (2. Bundesliga Süd) der Saison 2016/17
Als Trainer agiert der noch immer als Spieler aktive Gernot Schoberer, der gleichzeitig auch Obmann des Vereins ist.
| Nationalität | Name                     | Geburtsdatum     |
| ------------ | ------------------------ | ---------------- |
| Osterreich   | Alexander Bauer          | 13. Juni 1999    |
| Osterreich   | Alexander Götz           | 28. Oktober 1994 |
| Osterreich   | Stefan Haller            | 26. Mai 1986     |
| Osterreich   | Wolfgang Klein           | 23. Mai 1987     |
| Osterreich   | Felix Kubin              | 29. Mai 1985     |
| Osterreich   | Jakob Moik               | 30. März 1989    |
| Osterreich   | Herbert Prirsch          | 31. August 1990  |
| Osterreich   | Christian Manfred Riener | 13. Jänner 1993  |
| Osterreich   | Christian Schloffer      | 11. April 1991   |
| Osterreich   | Gernot Schoberer         | 3. Februar 1983  |
| Osterreich   | Stefan Spatt             | 4. Juni 1986     |
| Osterreich   | Heimo Tröster            | 6. März 1976     |
| Osterreich   | Bernhard Widmoser        | 18. Mai 1991     |
| Osterreich   | Rafal Michal Zamiatala   | 19. Oktober 1995 |

## Damenkader (Gebietsliga) der Saison 2016/17
Als Trainer agiert ebenfalls der noch als Spieler aktive Gernot Schoberer, der von Michael Bachler als Coach unterstützt wird.
| Nationalität | Name           | Geburtsdatum       |
| ------------ | -------------- | ------------------ |
| Osterreich   | Laura Bauer    | 13. Juni 1999      |
| Osterreich   | Ricarda Derler | 22. Juni 1996      |
| Osterreich   | Iris Fehringer | 10. November 1995  |
| Osterreich   | Tamara Grabner | 5. April 1999      |
| Osterreich   | Judith Hierzer | 4. Juni 1996       |
| Osterreich   | Nadine Kungl   | 14. Dezember 1996  |
| Osterreich   | Nina Schlemmer | 11. September 1999 |
| Osterreich   | Julia Wolf     | 3. April 1995      |

## Jugend und Kinder (2016/17)
Als Jugendtrainer treten in der Spielzeit 2016/17 Christian Schloffer, Sebastian Schweighofer, Gernot Schoberer, Stefan Konrad und Manuel Steiner in Erscheinung. Für das Kindertraining ist Fritz Weidl verantwortlich.